# Сем Ганьє
Сем Ганьє (англ. Sam Gagner; 10 серпня 1989, Лондон, провінція Онтаріо) — канадський хокеїст, центральний нападник, який виступає за «Аризона Койотс» (НХЛ). У Драфті НХЛ 2007 року був обраний «Ойлерс» в першому раунді під 6 номером.

## Кар'єра

### Молодіжні команди
Ганьє розпочав свою кар'єру в клубі «Торонто Мальборос» Велика Торонтська хокейна ліга у 2004/05 роках. У сезоні 2005/06 років виступав за «Сокс Сіті Мушкетерс» і набрав 46 очок у 56 матчах, це другий результат в загальнокомандному заліку.
Сем виступав також на університетському рівні за команду Університету Вісконсин-Медісон. Сезон 2006/07 років провів у клубі «Лондон Найтс», де набрав за 118 очок у 56 матчах.
У 2007 році став переможцем чемпіонату світу з хокею із шайбою у складі молодіжної збірної Канади. В тому ж році брав участь у складі молодіжної збірної Канади в суперсерії проти молодіжної збірної Росії.

### Професійна кар'єра
Після обрання його у Драфті НХЛ 2007 року «Ойлерс» в першому раунді під 6 номером, 1 жовтня укладає контракт на 3 роки. Свій перший матч провів в НХЛ 4 жовтня проти Сан-Хосе Шаркс 3:2, заробив своє перше очко, на його рахунку результативна передача. 20 жовтня Ганьє закинув і свою першу шайбу в НХЛ у ворота Міїкка Кіпрусофф з Калгарі Флеймс. Взагалі в сезоні 2007/08 років Сем відіграв 79 матчів, набрав 49 очок (13+36). Став новачком місяця у лютому.  Встановив рекорд «Ойлерс» як новобранець, що зробив дев'ять передач у восьми матчах поспіль.
У наступному сезоні він записав свій перший в кар'єрі НХЛ хет-трик у матчі проти Колорадо Аваланч 8:1 19 березня 2009 року. Сезон 2008/09 - 76 матчів, 41 очко (16+25). 
В двох наступних сезонах відіграв равну кількість матчів в регулярному чемпіонаті (по 68) та набирав відповідно 41 очко (15+26) та 42 очка (15+27).
2 лютого 2012 року, Ганьє закинув чотири шайби та зробив чотири результативні передачі в матчі проти Чикаго Блекгокс 8:4, повторивши клубний рекорд у вісім балів в одному матчі, які раніше встановлені Вейном Грецкі та Пол Коффі. В цьому сезоні відіграв 75 матчів та набрав 47 очок (18+29).
Через локаут в НХЛ, сезон 2012/13 років розпочав в Клагенфурт (Австрійська хокейна ліга) - 21 матч, 20 очок (10+10). Закінчив в «Едмонтон Ойлерс» - 48 матчів, 38 очок (14+24).
22 липня 2013 року, підписав новий трирічний контракт з «Ойлерс» на суму 4,8 мільйона доларів на рік.
29 червня 2014 через обмін між командами «Едмонтон Ойлерс» та «Аризона Койотс» виступає за останній. 

## Нагороди та досягнення
- Чемпіон світу серед молодіжних команд — 2007
- Суперсерія MVP — 2007
- Новачок місяця — лютий 2008
- Едмонтон Ойлерс новачок року — 2008
- Едмонтон Ойлерс - найбільша кількість очок в одному матчі — 8 (спільно з Вейном Грецкі і Пол Коффі)
- Едмонтон Ойлерс - найбільша кількість очок в одному періоді — 5 (спільно з Ярі Куррі)
- Переможець Кубка Шпенглера 2012 у складі збірної Канади